# Associação de Voleibol Amador de São Cristóvão e Neves
A Associação de Voleibol Amador de São Cristóvão e Neves  (em inglesːSt. Kitts and Nevis Amateur Volleyball Association) é  uma organização fundada em 1988 que governa a pratica de voleibol em São Cristóvão e Neves,sendo membro da Federação Internacional de Voleibol, a entidade é responsável por  organizar  os campeonatos nacionais de  voleibol masculino e feminino no país.